# Apartheid
Az apartheid a faji elkülönítés (szegregáció) politikája, amelyet a Dél-afrikai Unióban illetve utódállamában, a Dél-afrikai Köztársaságban 1994-ig alkalmazott a fehér kisebbség. 
A gazdaságban, a politikában, a kultúrában rassztól függő megkülönböztetés érvényesült, és a hatalom a fehérek kezében összpontosult. A feketék egyre növekvő számának ellensúlyozására az 1940-es évektől olyan törvényeket hoztak, amelyek a feketéket háttérbe szorították. Ez a rendszer az 1990-es évek elején összeomlott, több száz törvényt hatályon kívül helyeztek, és 1994-ben már a fekete lakosság is részt vehetett a választásokon, amelynek révén Nelson Mandela lett a Dél-afrikai Köztársaság első demokratikusan megválasztott elnöke és első fekete vezetője.

## Előzmények
A Holland Kelet-indiai Társaság 1652-ben a mai Dél-afrikai Köztársaság területén található Fokváros helyén alapította meg első jelentős európai kolóniáját a földrészen. A Szuezi-csatorna megnyitásáig az Afrikát megkerülő hajók fontos kikötője volt a gyarmat, ezért az európai nagyhatalmi viszonyoknak megfelelő harc folyt ellenőrzéséért. A gyarmat – rövidebb időszakokat nem számítva – holland kézben volt, és a földrész belseje felé terjeszkedett.
Világgazdasági súlya az 1880-as évektől kezdve megnőtt, ekkor fedezték fel ugyanis a terület gyémánt- és aranylelőhelyeit. A 19. században búr irtóhadjáratok indultak a zuluk és szanok ellen, falvaikat felgyújtották, állataikat elhajtották, másokat koncentrációs táborokba küldtek. A zuluk később az angolokkal is harcba kerültek, ezt a csatát végül szintén az európaiak nyerték.1899-ben a britek az angol-búr háború után a birodalomhoz csatolták a területet. A gyarmat az 1902-es békeszerződés alapján önkormányzatiságot kapott.

## Faji különbségek
A gyarmatosítás, a betelepedés, az Afrikán belül vándorlás és a rabszolga-kereskedelem nyomán sokszínű társadalom alakult ki a területen. A politikai és gazdasági hatalmat az afrikaiakhoz képest alacsony számú fehérek tartották kezükben. A gyarmat megalapítása utáni időkben nem hoztak feketéket korlátozó rendeleteket, 1685-ben viszont már megtiltották a vegyesházasságokat. A 19. században bevezették a feketék számára az állam területén belüli mozgáshoz szükséges útlevélrendszert. A békeszerződés a választójogi kérdést nem rendezte, és a területet uraló fehérek úgy döntöttek, hogy nem a liberális irányba fordulnak. Ennek megfelelően, később csak a fehérek kaptak választójogot.
1911-ben, az akkor brit domíniumként megalakult Dél-Afrikai Unióban, az európaiak kivételével megtiltották a bevándorlást. Az országnak akkor hatmillió lakosa volt, közülük négymillió afrikai fekete. A különböző rasszok megoszlása a következő volt: feketék 67,5 százalék, fehérek 22 százalék (1,2 millió fő), félvérek 9 százalék (félmillió), indiaiak 2,6 százalék (152 ezer). A fehérek aránya azóta folyamatosan csökken, aminek fő oka az eltérő születésszám: a fehér családokban, dacára a minél több gyerek vállalására buzdító politikának, a 20. századi 770 ezer fős bevándorlásnak és a feketék körében népszerűsített családtervezésnek, sokkal kevesebb utód született, mint az afrikaiaknál.
A mai Dél-afrikai Köztársaságot 1961-ben kiáltották ki. A lakosságnak mintegy 75 százaléka őslakos, a fehérek mellett jelentős ázsiai népesség él Dél-Afrikában.

## Elnyomó szabályok
- Az angol telepesek, mikor elfoglalták az országot, faji megkülönböztetést, búr szóval apartheidet alkalmaztak. A lakosságot két részre osztották, a fehérekre, akik a lakosság kb. 10%-át és a nem-fehérekre, akik kb. a 90%-át tették ki.
- A buszokon, ha az alsó részen ki volt írva, hogy „Only White”, akkor nem ülhetett le oda nem-fehér, tehát neki gyalogolnia kellett. Külön parkokat hoztak létre a feketéknek és a fehéreknek, de voltak közös parkok is, ahol meg volt szabva padonként, hogy milyen etnikum ülhet rá. Egyes utcák csak fehérek részére voltak fenntartva.
- A fehérek kezében volt a gazdasági és a politikai hatalom.
- A feketék bantusztánok révén külön lakónegyedekbe tömörültek, és a bantusztánból kilépni csak engedéllyel volt szabad. Így a feketék idegennek számítottak a saját hazájukban. Kilépőt csak akkor kaphattak, ha egy másik bantusztánban, vagy egy mezőgazdasági területen dolgoztak.
- Akárcsak az indiai kasztrendszerben, itt is szokásos volt, hogy ha egy fehér megvert egy helyi lakost, az utóbbi nem üthetett vissza, különben bíróság elé került.